# Gaterin arlequin
Plectorhinchus chaetodonoides
Espèce
Le gaterin arlequin (Plectorhinchus chaetodonoides) est une espèce de poissons marins de la famille des Haemulidae.

## Description
La taille maximale du gaterin arlequin est de 72 cm.

Changements de la livrée
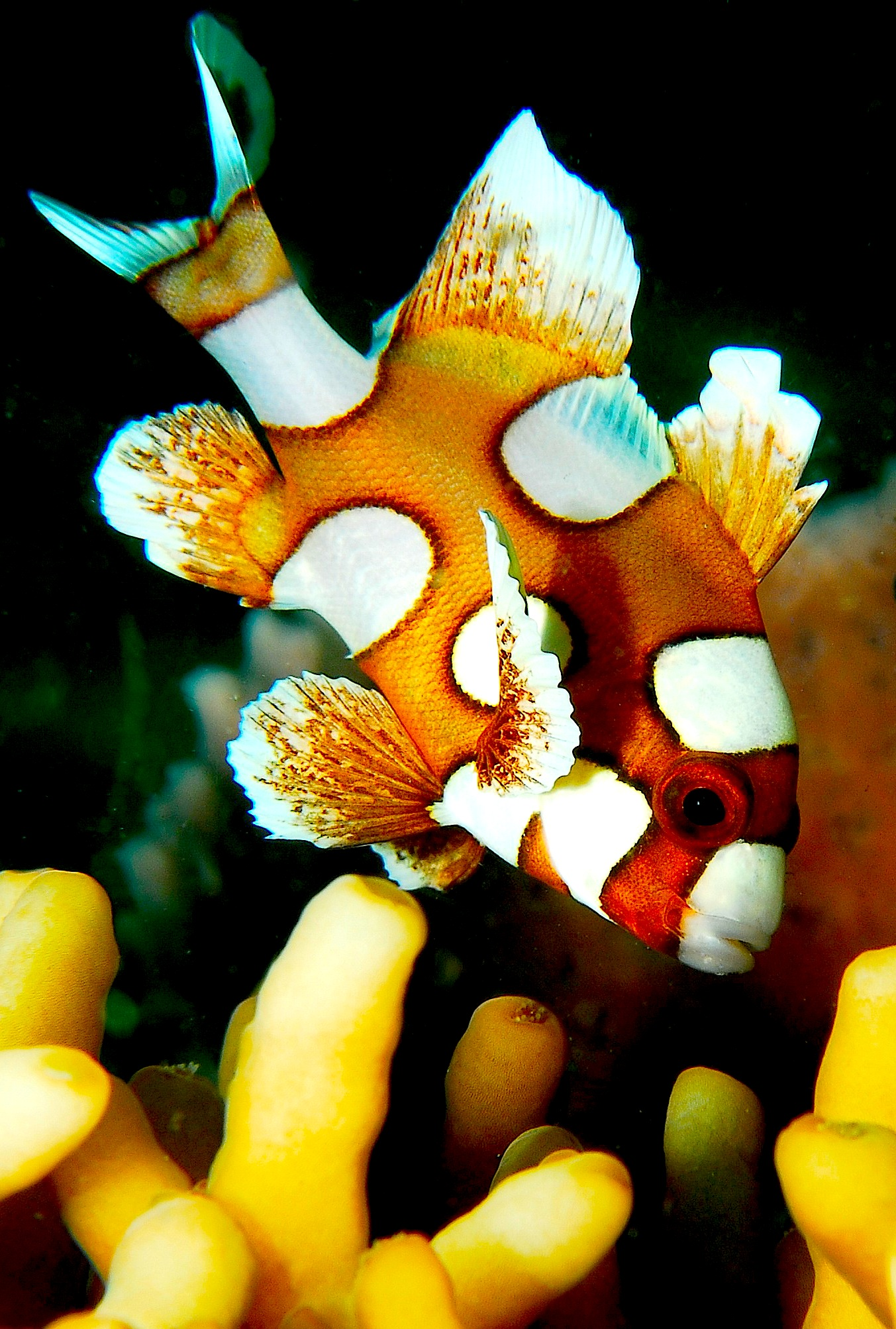
Stade juvénile
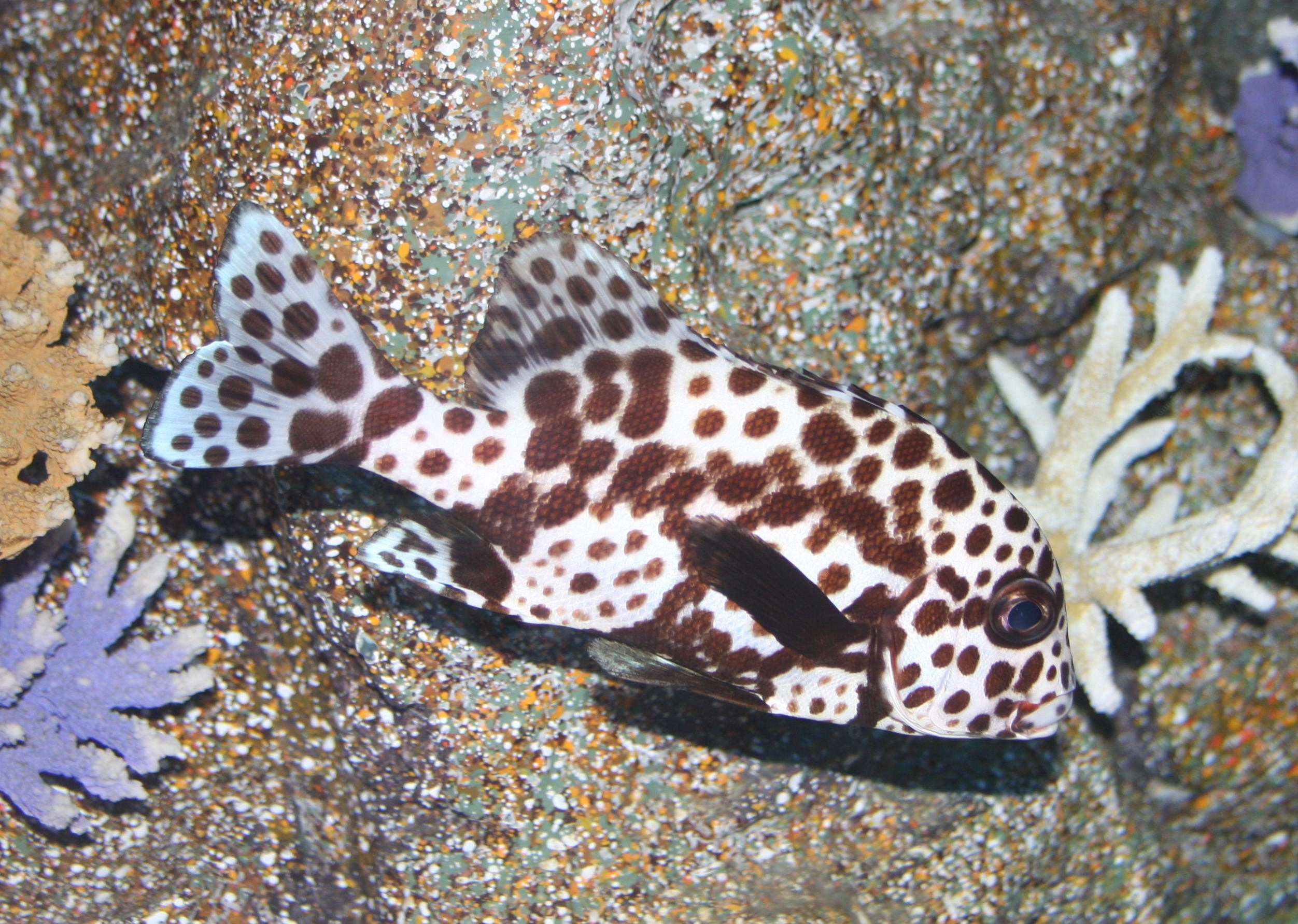
Stade intermédiaire
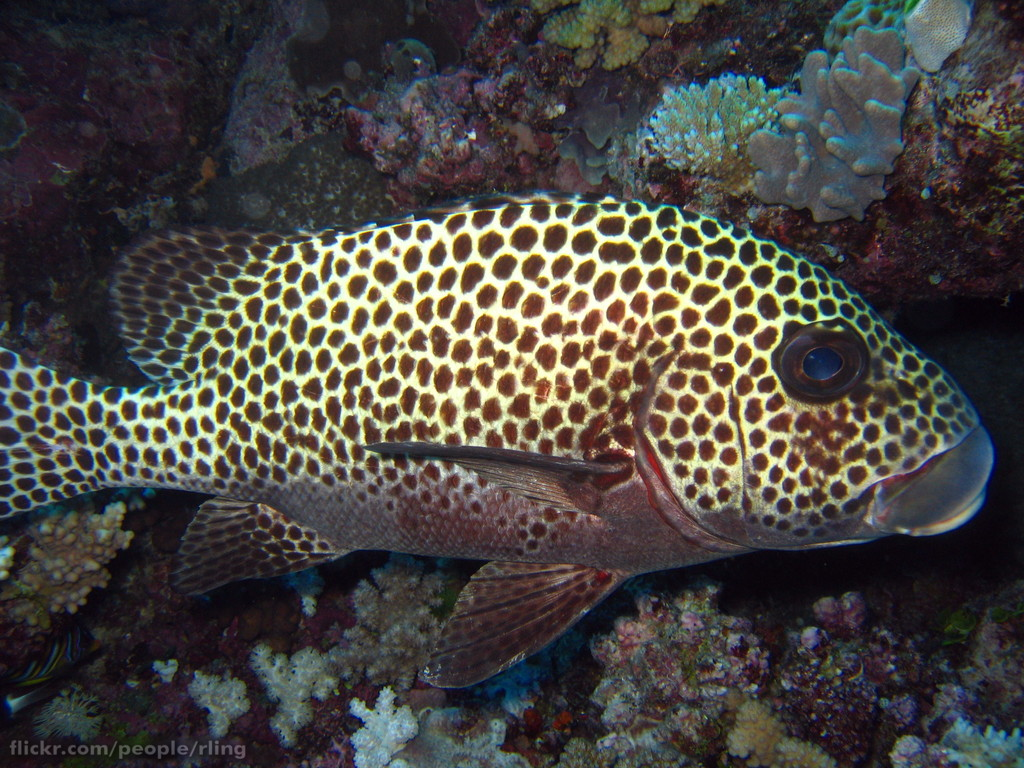
Stade adulte

## Galerie

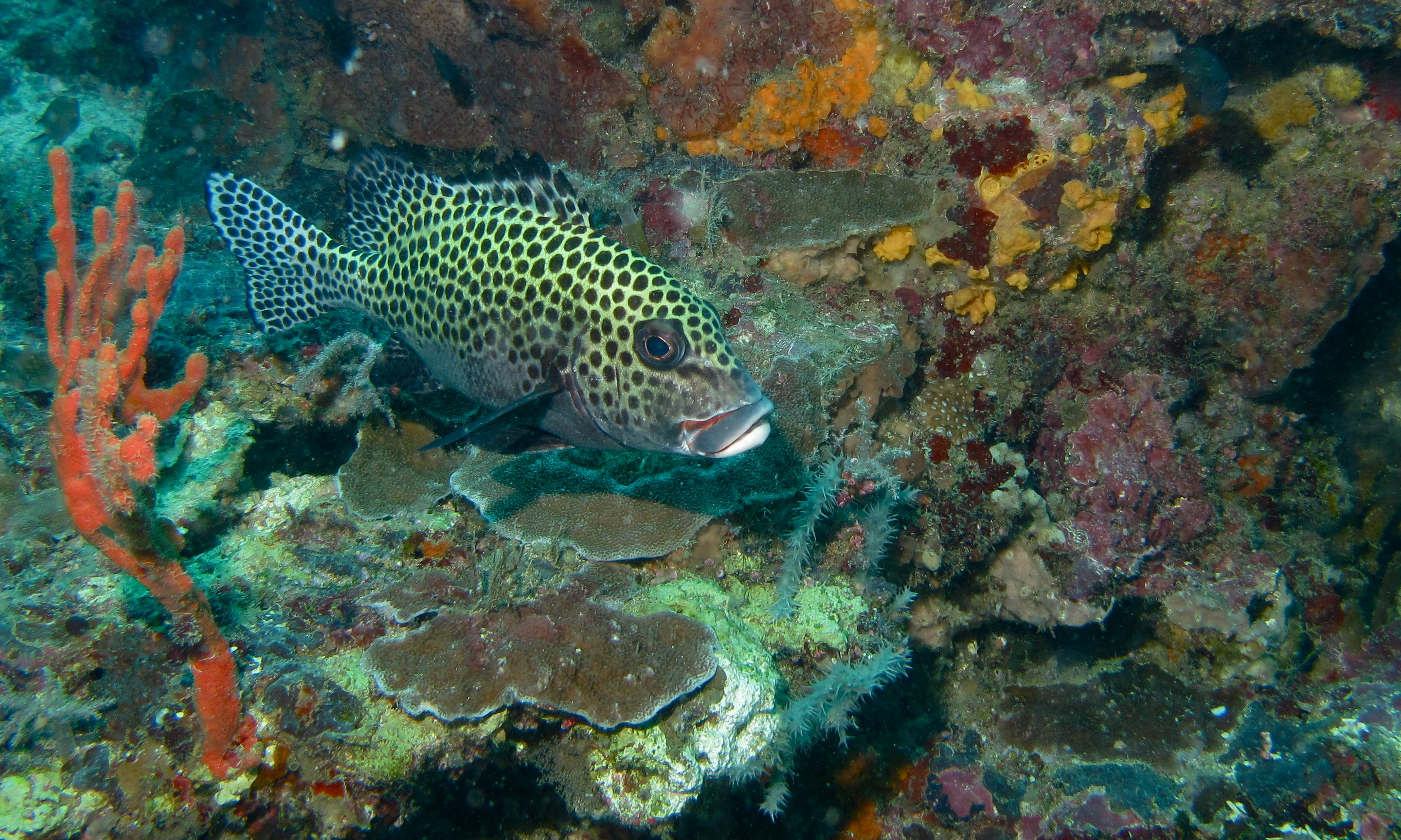
Adulte (Sabah, Malaisie)
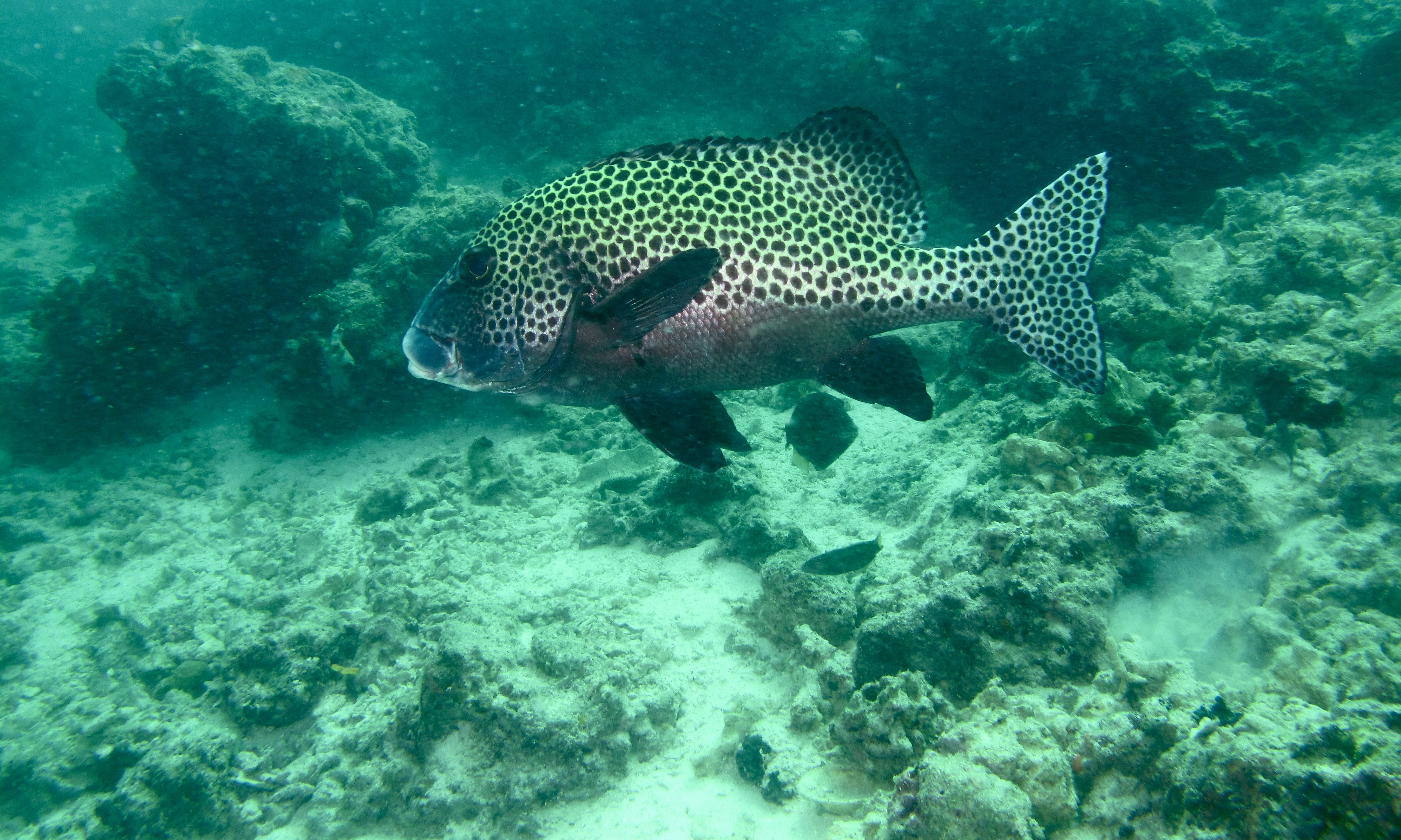
Adulte (Sabah, Malaisie)
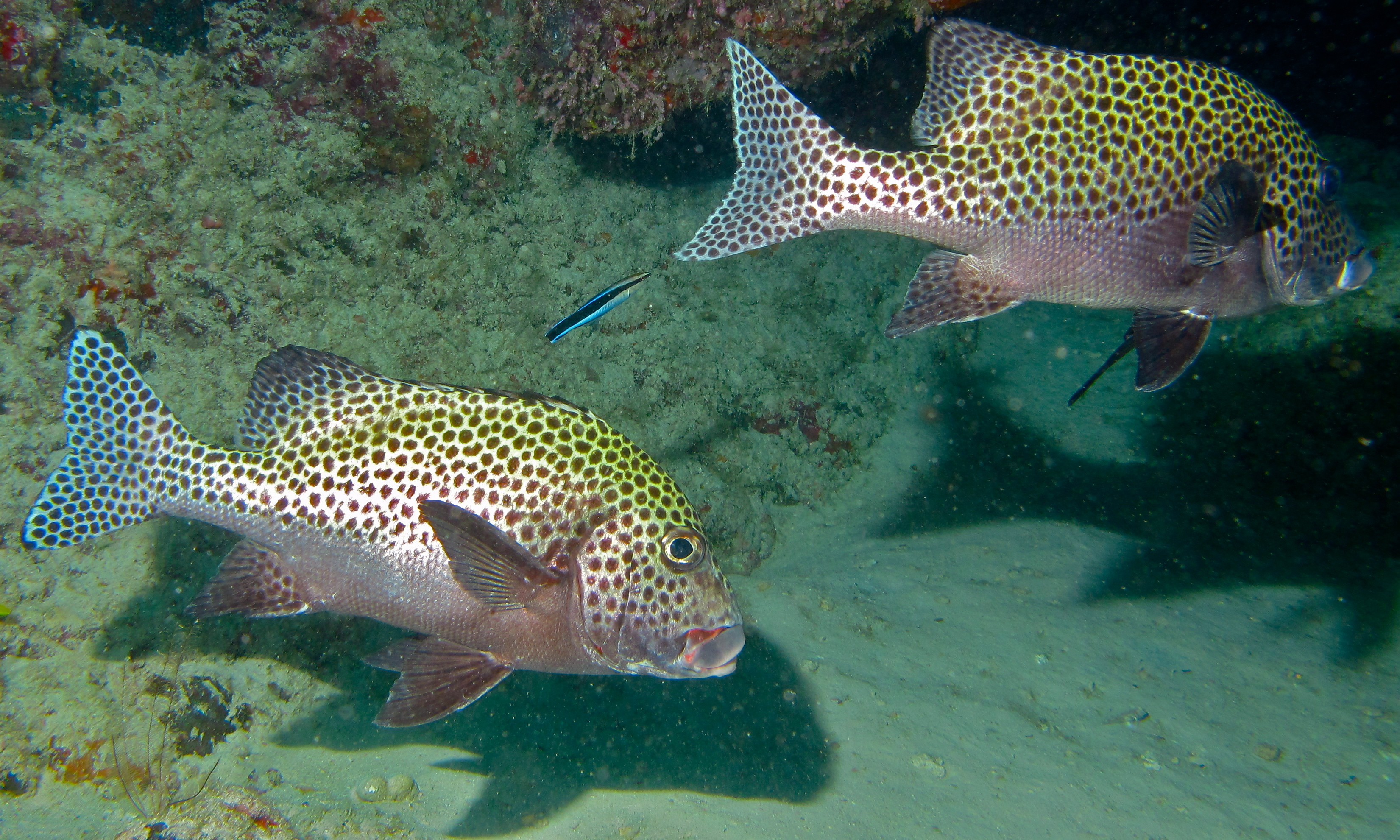
Adultes (Sabah, Malaisie)
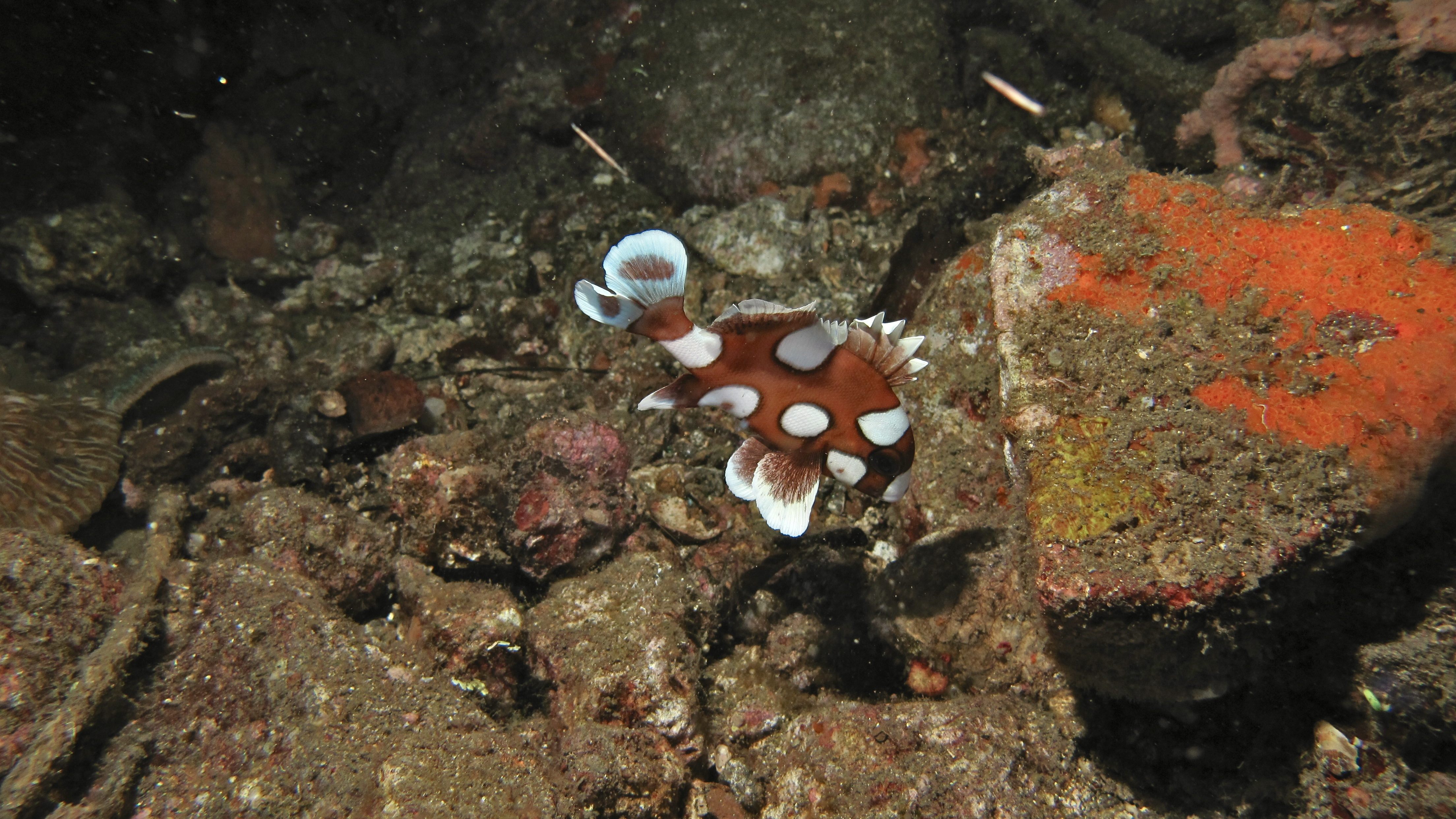
Juvénile (Sulawesi, Indonésie)
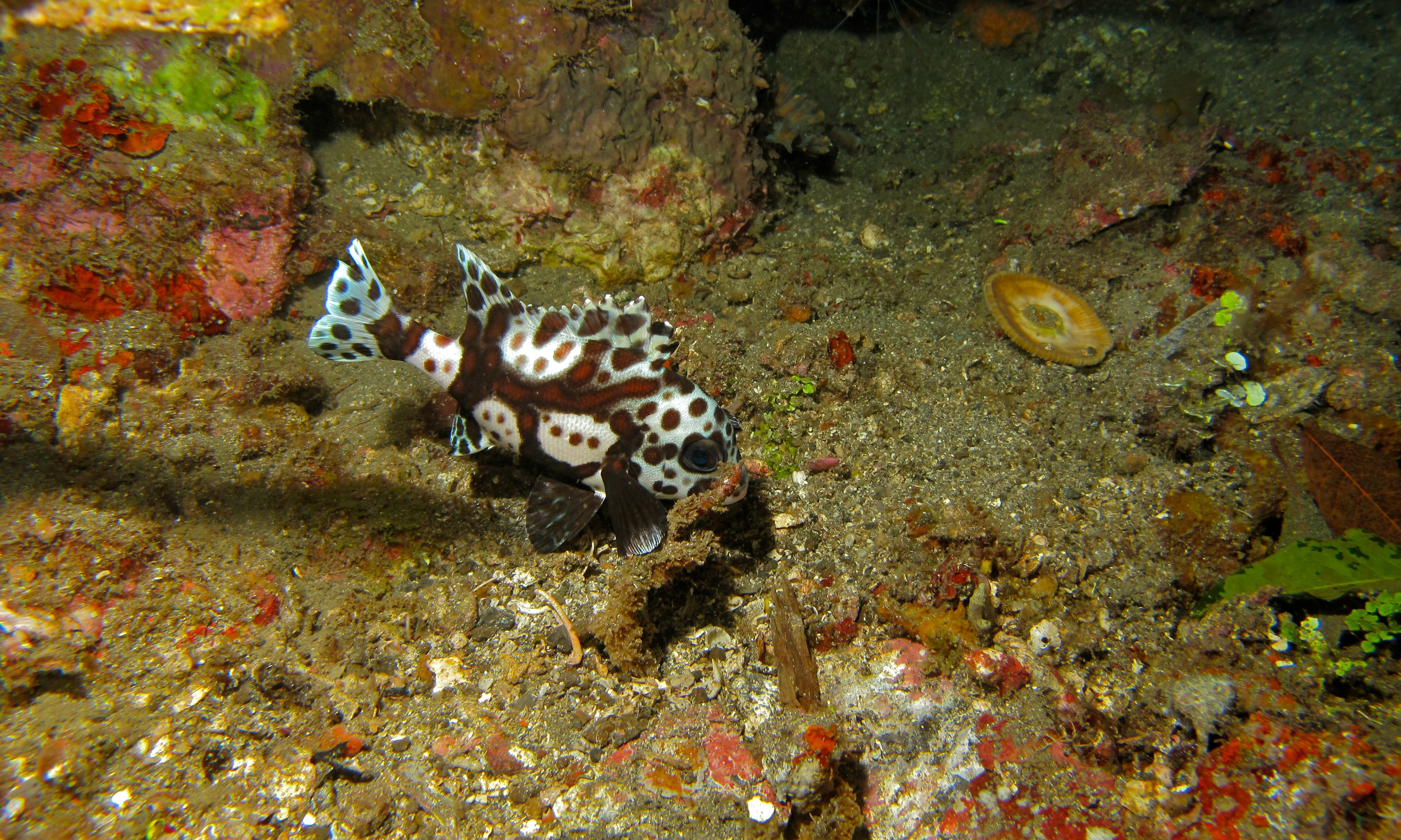
Jeune adulte (Sulawesi, Indonésie)